# David Morant
David Morant (24 december 1977) is een Belgisch zaalvoetballer.

## Levensloop
Morant was aanvankelijk actief in het veldhockey. Omstreeks 1999 kwam hij in contact met het zaalvoetbal. In deze sport was hij onder meer actief bij Olympic Warchin, Mouscron FC en ONUS Club de Liège. In 2003 werd hij actief bij Junkie's Mons Frameries,  alvorens hij in 2005 de overstap naar Brussels United maakte. Vervolgens verdedigde hij vanaf januari 2006 de kleuren van Action 21 Charleroi. Met deze club werd hij dat seizoen landskampioen en won hij tevens de Beker van België.
Hierop aansluitend kwam hij uit voor FS Topsport Antwerpen. Met deze club won hij in 2007 en 2012 de landstitel, alsook in 2011 de Beker van België. Tevens werd hij als speler van deze club vijfmaal (opeenvolgd) verkozen tot beste futsal-doelman. In 2013 ging Morant aan de slag bij Paris Métropole, maar keerde in januari 2014 reeds terug naar de Belgische competitie alwaar hij uitkwam voor Charleroi 21. Het daaropvolgende seizoen droeg hij het shirt van Real Noorderwijk. Na eveneens een seizoen bij deze club sloot hij aan bij La Squadra Mouscron.
Vervolgens kwam hij uit voor FT Gent, Lions Roselies en Lille Faches. Vanaf 2020 verdedigde hij de kleuren van MFC Olympic Brunehaut en in 2023 keerde hij terug naar het hoogste niveau, alwaar hij wederom aansloot bij La Squadra Mouscron.
Daarnaast was hij vanaf 2004 actief bij het Belgisch zaalvoetbalteam. Met de Futsal Duivels nam hij onder meer deel aan het Europees kampioenschap van 2014 te Antwerpen. In totaal verzamelde hij 100 caps. Daarmee is hij recordhouder qua selecties als doelman.